# Anatoli Astachov
Anatoli Konstantinovitsj Astachov (Russisch: Анатолий Константинович Астахов) (Moskou, 25 mei 1938) is een voormalig basketbalspeler die uitkwam voor CSKA Moskou.

## Carrière
Astachov was een een meter drieëntachtig lange Point-guard. Astachov begon in 1955 bij Lokomotiv Moskou. In 1958 ging hij naar CSKA Moskou. Astachov werd met CSKA zeven keer landskampioen van de Sovjet-Unie in 1960, 1961, 1962, 1964, 1965, 1966 en 1969. Ook won Astachov drie keer de FIBA European Champions Cup in 1961, 1963 en 1969. In 1963 werd hij landskampioen van de Sovjet-Unie met de RSFSR Moskou. Kreeg de onderscheiding Meester in de sport van de Sovjet-Unie in 1969 en werd Geëerde Coach van Rusland in 1992.
Nadat Astachov was gestopt in 1969 werd hij gevraagd door Aleksandr Gomelski om assistent-coach te worden bij CSKA Moskou. Hij won als assistent zijn vierde EuroLeague in 1971.

## Erelijst
- Landskampioen Sovjet-Unie: 8
  - Winnaar: 1960, 1961, 1962, 1963, 1964, 1965, 1966, 1969
  - Derde: 1968
- FIBA European Champions Cup: 3
  - Winnaar: 1961, 1963, 1969